# Locomotiva FCL 260
Le locomotive a vapore gruppo 260 erano un gruppo di 3 locotender a tre assi, alimentate a carbone, che la Mediterranea Calabro-Lucane acquisirono usate dalla compagnia ferroviaria svizzera BOB (Berner-Oberland-Bahnen) per il servizio sulle proprie linee a scartamento ridotto.

## Storia
Le locomotive furono costruite in quattro esemplari (serie HG 3/3 7÷10) tra il 1906 e il 1910 dalla SLM per la compagnia svizzera BOB; con l'elettrificazione delle linee sociali le motrici furono accantonate, e vendute in Italia: nel 1915 la Società Veneta acquistò la locomotiva numero 9, che dopo alcune modifiche (cambio di scartamento - da metrico a 950 mm - di ruota dentata e di organi di aggancio e repulsione) fu posta in servizio sulla ferrovia Rocchette-Asiago, mentre nel novembre dell'anno successivo la Mediterranea Calabro-Lucane acquistò le altre tre unità del gruppo, utilizzate a partire dal 1917 sulla Spezzano-Lagonegro che presentava tratte a cremagliera. Vennero assegnate al deposito locomotive di Castrovillari svolgendo un servizio con prestazioni modeste sulle rampe a cremagliera fino alla fine degli anni Trenta quando vennero sostituite dalle più potenti locomotive del gruppo 500, con utilizzi sporadici anche dopo la Seconda guerra mondiale. Radiate nel 1950, furono demolite all'inizio degli anni sessanta; poco prima (1959) anche la locomotiva della SV (rinumerata 110) aveva subito la stessa sorte. 

## Caratteristiche
Le locomotive erano a 3 assi accoppiati e del tipo locotender; si trattava della seconda serie di locomotive HG3/3 prodotte dalla svizzera Schweizerische Lokomotiv- und Maschinenfabrik: la loro caratteristica più appariscente era quella di avere le ruote interne al carro e il moto veniva trasmesso ad esse tramite una manovella esterna alla quale faceva capo la biella di accoppiamento. Erano inoltre munite di ruota dentata per la trazione a cremagliera con dentatura tipo Strub. La loro forma ricordava quella delle 980 FS con il caratteristico camino a capitello segno evidente della loro origine comune: erano infatti macchine costruite dalla fabbrica svizzera SLM di Winterthur. Come le sorelle maggiori erano munite di freno a repressione per il mantenimento della bassa velocità nelle tratte in discesa a cremagliera.

## Deposito locomotive di assegnazione
- Deposito locomotive di Castrovillari